# 거창군의 지질

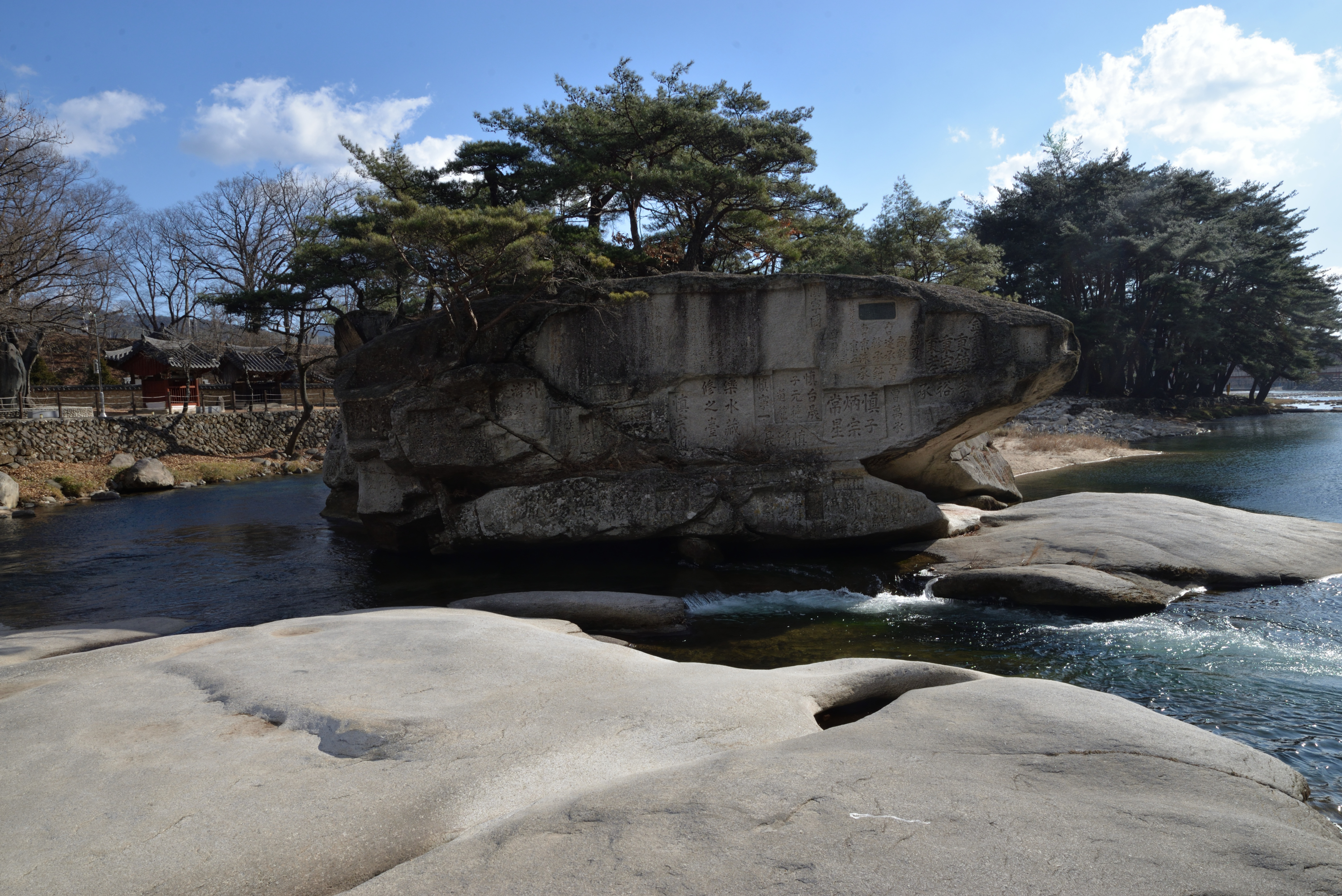
거창군 수승대관광지의 중생대 백악기 반상 화강암

본 문서에서는 경상남도 거창군의 지질과 거창 화강암(거창석) 및 수승대, 건계정 등 지질유산에 대해 설명한다. 

## 개요
경상남도 거창군은 선캄브리아기 영남 지괴/영남 육괴의 한가운데에 위치하며 선캄브리아기 변성암류와 이를 관입한 중생대 화강암으로 구성된다. 거창군에는 화강암이 다수 분포하여 화강암 석재를 다수 생산한다. 1:5만 지질도폭 상으로 
- 무풍 지질도폭[1969] 남부 (덕유산국립공원 동부, 신풍령, 고제면 북부, 웅양면 북부)[2]
- 거창 지질도폭[1970] 전역 (북상면, 위천면, 주상면, 웅양면 남부, 거창읍, 가북면 서부, 가조면 서부, 남하면 북부)[3]
- 구정 지질도폭[1970] 서부 (가북면 동부, 가조면 중동부)[4]
- 안의 지질도폭[1968] 북동부 (남상면, 남하면 남부)[5]

에 해당한다.

## 선캄브리아기변성암

### 덕유산층
덕유산층은 덕유산 일대에 분포하는 변성퇴적암 지층으로 거창군의 덕유산층 편암류는 석영-운모편암, 석영-견운모편암, 반상변정편암으로 구성된다. 대부분이 석영-견운모편암이며, 세립의 석영, 운모가 밀집된다. 편리는 대개 주향 북동 42°. 경사 북서 44~47° 방향으로 발달한다.

### 조립질 화강편마암
조립질 화강편마암은 북상면 산수리 시루봉에서 병곡리, 소정리, 신풍령에 걸쳐 북동-남서 방향으로 대상 분포하는 화강편마암이다. 이 암석은 대개 중립질이나 국부적으로 세립이고 장석이 편리에 따라 신장되어 있다. 또한 암석 중에 박층의 흑운모대상편마암이 협재되어 있다. 편리의 주향은 북동 44~52°, 경사는 북서 60~70°이다. 현미경 하에서 석영, 장석, 미사장석, 사장석, 흑운모와 소량의 각섬석, 백운모로 구성된다. 장석류는 대부분이 고령석화~견운모화 되었으며 석영은 파쇄되었고 재결정된 부분이 많다.

### 세립질 화강편마암
세립질 화강편마암(PCEgnf)은 거창군 고제면 궁항리 북부, 봉산리, 웅양면 군암리 지역에 분포한다. 이 지역의 본 암석은 흑운모의 세립이 50%정도 함유되는 것도 있는데 표면에 편리 방향에 평행한 절리가 많이 발달하고 보편적인 암상은 반화강암질(Aplitic)이다.

### 반상변정편마암
반상변정편마암(PCEpogn)은 거창군 북서부 고제면~북상면 및 마리면 중부 지역에 북북동 방향으로 분포하는 편마암이다. 고제면-북상면의 편마암은 뚜렷한 편리를 가지며 북서측의 조립질 화강편마암 및 북동측(고제면 궁항리 지역)의 세립질 화강편마암과 점이적인 관계를 보인다. 석영과 미사장석, 사장석이 많고 정장석은 적다.
반상변정 편마암, 거창군 북상면 월성계곡
- 거창군 북상면 농산리 강선대 전면 위천 하상
- 강선대 화강암

### 흑운모대상편마암
흑운모대상편마암은 거창군 가북면 중촌리와 거열산성국립공원~건계정(거창읍 송정리)~마리면 하고리 지역에 분포하는 편마암이다. 본 암석은 우흑대와 우백대가 교호하며 엽리가 잘 발달해 있다. 우백대는 세립질로 주로 장석으로 구성되며 국부적으로 장경 2 cm의 안구상 반정을 가진다. 우흑대는 흑운모, 석영, 장석으로 구성되며 중립 내지 조립질이다. 하고리-송정리 일대에서는 주입편마암, 세립질화강편마암, 반상변정편마암, 흑운모대상편마암등의 서로 불규칙한 양상을 띠우며 분포하는데 이는 중생대 백악기 흑운모 화강암의 관입당시에 변질, 교란된 것으로 보인다. 가북면 중촌리 일대의 본 편마암은 동쪽의 흑운모 편마암과 서쪽의 반상변정편마암과 점이적인 관계를 보인다.  
현미경 관찰에 의하면 석영, 흑운모, 사장석과 미량의 각섬석으로 구성된다. 흑운모는 일정한 방향에 따라 신장되어 있으며, 석영은 압쇄상 구조를 보인다. 편리의 주향과 경사는 건계정 지역에서 북동 35~45°,남동 78~85° 및 북동 34~44°, 북서 70~80°, 가북면 중촌리 지역에서 북동 25~35°, 남동 62~72°이다.
흑운모대상편마암, 건계정
- 건계정 약수터

### 미그마타이트질 편마암
미그마타이트질 편마암은 거창군 남상면 남서부 춘전리, 둔동리 및 동부 전척리, 임불리 일부 지역과 신원면 곳곳에 분포하는 편마암이다. 변성퇴적암인 호상 편마암과 정합이며 북동 주향에 북서쪽으로 40~50° 경사한다. 본 편마암은 원래 변성사질암과 변성니질암의 호층으로 형성된 것으로 추정된다. 운모편암, 석영견운모편암, 규암 등이 협재되며 준편마암이 대부분으로 변질작용이 가장 약한 지층이다. 본 암층은 변질작용과 화강암질암의 주입에 수반되어 변질교대작용을 심하게 받았고 화강암화작용이 상당히 진행되어 니질암원은 거의 전반적으로 편마암화 되었고 특히 층내에 변질석회암층이 소규모로 협재하고 있다. 석회암 지층은 거창군 남하면 임불리와 전척리 사이 표고 383m의 저구릉지 정상부에서 주향 북동 21°, 경사 북서 65° 로 폭 5m 연장 50 m로 발달한다.

## 중생대거창 화강암

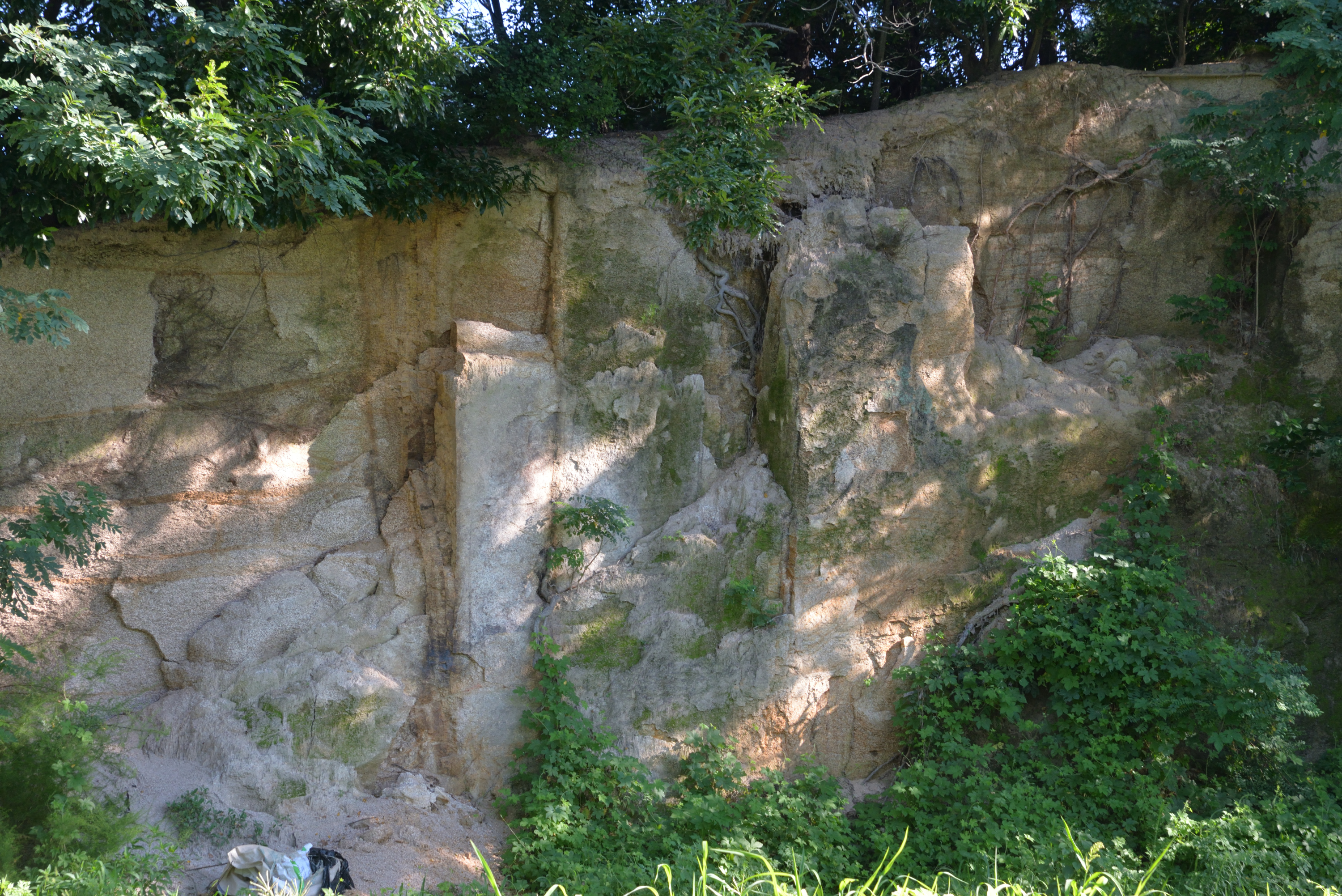
거창 화강암, 거창군 가조면 일부리 랑동제 남동측

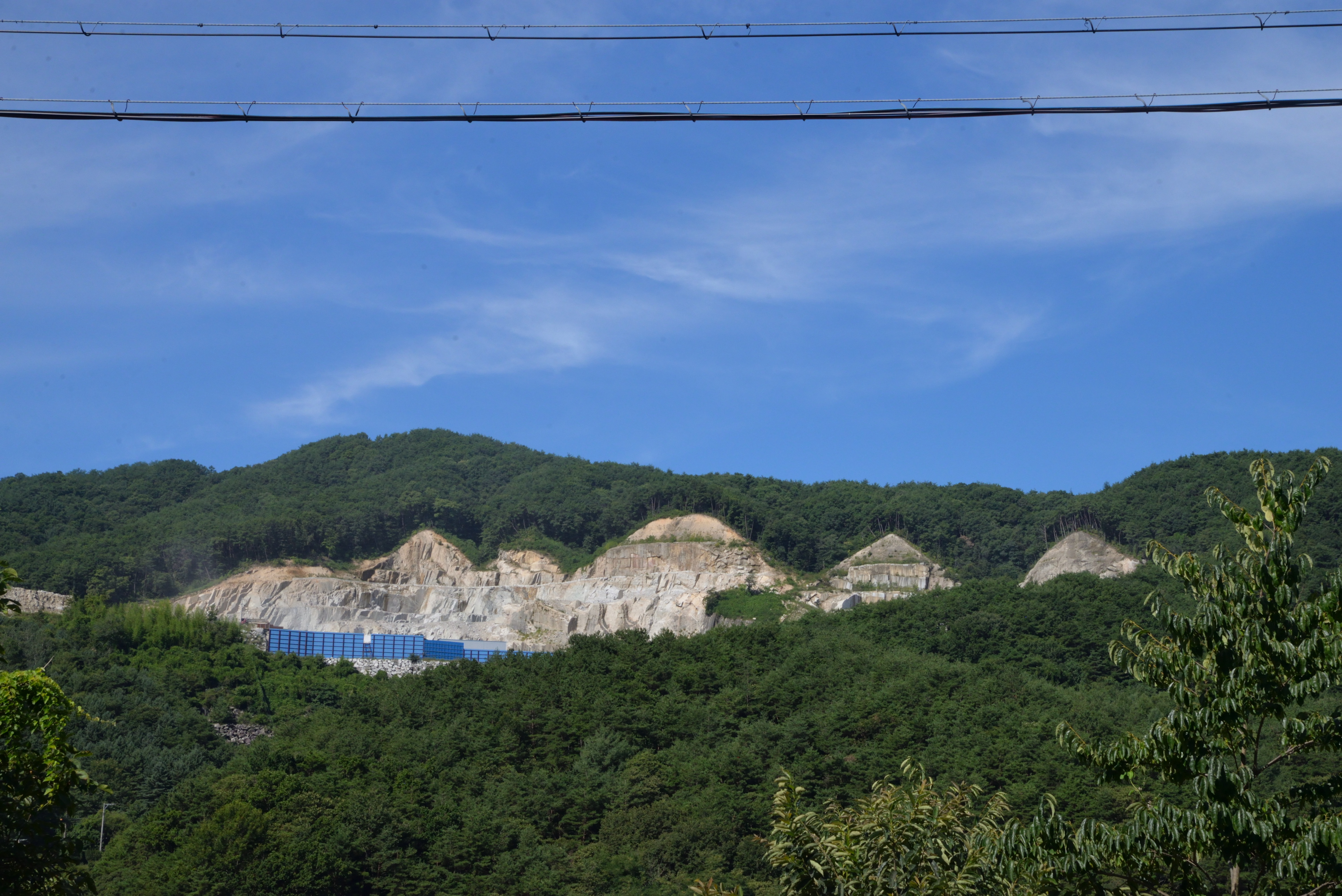
거창 화강암을 채굴하는 채석장, 거창군 주상면 연교리에서 남서쪽 방향

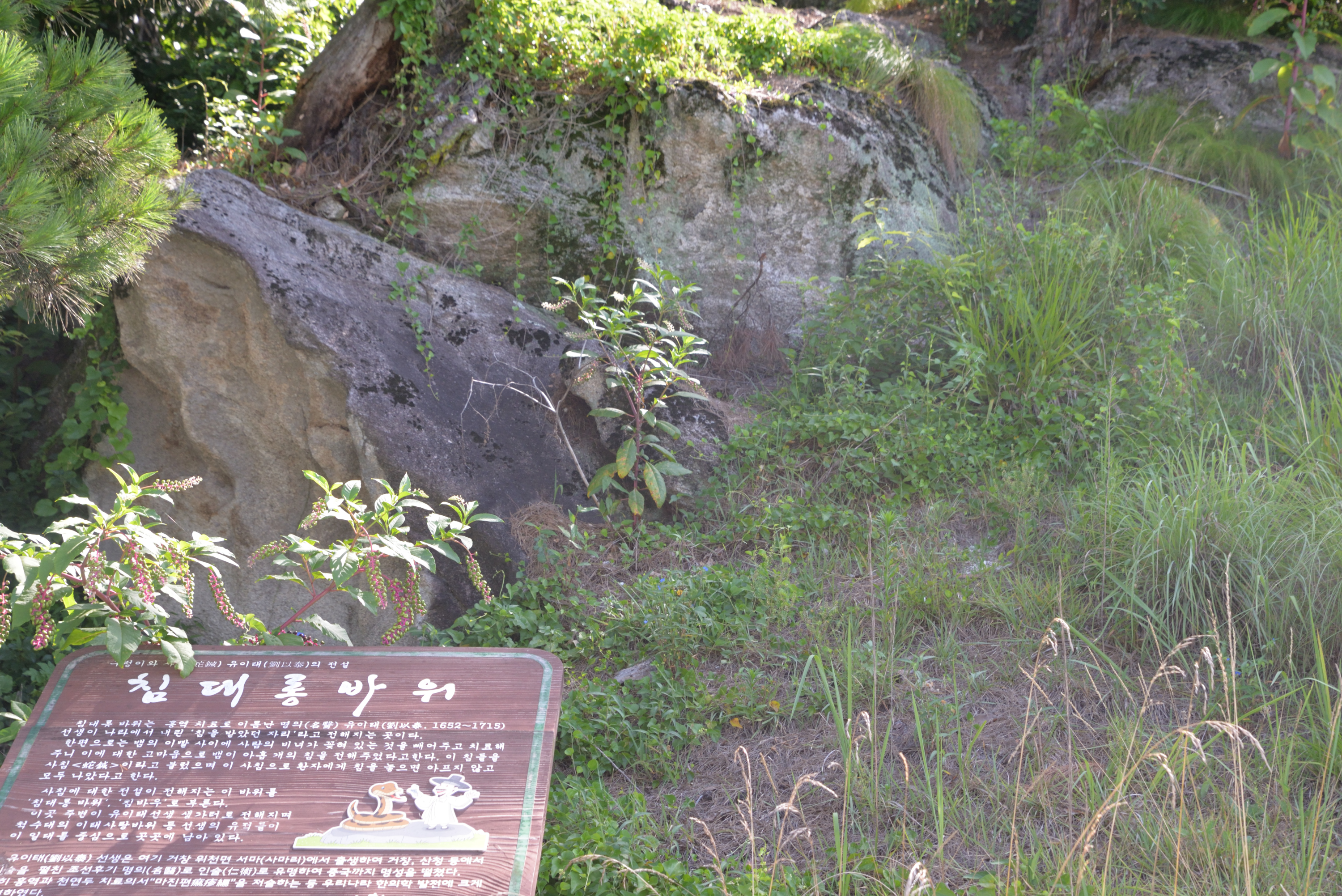
거창 화강암 침대롱바위, 거창군 위천면 장기리

거창군에는 중생대의 화강암이 특징적으로 매우 넓게 분포하여 거창 화강암이라 불린다. 거창 화강암 분포지는 소위 거창석(居昌石)이라 불리는 화강암 석재를 생산하며 이는 포천시의 포천석, 익산시의 황등석과 함께 국내 3대 화강암 석재 생산지이다. 거창 화강암은 밝은 회백색을 띠며 1~5 mm의 중립질 흑운모 화강암으로 반상 조직이 잘 나타나며 전체적으로 일정한 입도와 조직을 보인다. 거창 화강암은 화강석 산출지 전체가 하나의 저반형 화강암체이며 화강암을 형성한 마그마가 동일 기원이기 때문에 품질의 변화가 적다.
거창 화강암을 생산하는 채석장은 위천면~마리면 및 고제면~웅양면~주상면의 산악 지대에 위치한다. 거창 화강석은 거창군의 최대 산업으로 연간 매출 규모가 1,500억 원 정도로 군내 총생산의 약 25%를 차지한다. 거창 지역의 16개의 석산에서 매년 약 305만 톤의 석재를 채굴하며 국내 화강석 생산의 약 20%를 차지한다. 석재로 생산된 거창 화강암은 거창석 또는 거창화강석이라는 브랜드로 판매된다. 거창 지역에서 석재(石材)의 가격은 1재(材, 1 m3를 36재로 간주한다.)를 기준으로 하며 A급(판재)은 5,500원, B급(판재/경계석)은 5,000원, C급(경계석)은 4,500원 내외의 가격으로 판매된다.  거창지역에 분포하는 중생대 화성암류에 대한 연령과 주성분 광물의 화학조성
거창 화강암은 석재 자원으로 이용되는 특수성으로 지질학자들에 의해 다양한 연구가 진행되었다. 서용석과 박덕원(2003)은 거창 화강암의 역학적 이방성에 대해 보고하였다. 최진범 등(2006)은 현미경 관찰과 X-선 분석을 통해 거창 화강암의 광물조성을 분석하였다. 좌용주 외(2007)는 중국산 화강암이 국내산으로 둔갑하여 판매되는 실정을 지적하며 중국산 및 타 지역 화강암과 구별될 수 있는 거창 화강암의 구성 광물과 조직, 모드 조성, 원소 함량, 전암 대자율값 등 암석학적 특징과 품질을 조사하였다. 한미 등(2010)은 모드조성 분석을 통해 지구화학적 특징을 연구하고 화강암을 형성한 마그마의 생성 환경이 대륙 또는 대륙 연변부에 해당한다고 결론 지었다. 노승재(2013)와 김명식(2015)은 거창 화강암을 대상으로 단위중량, 흡수율, P파 속도, S파 속도, 일축압축강도시험, 인장 강도, 영률, 푸아송 비, 점착력, 내부마찰각, 점하중강도지수 등 물리적 성질을 조사하였다. 강종희(2015)는 거창군 위천면 모동리에 위치한 모동석산 화강암(모동석)에 대한 암석학적 및 지구화학적 연구를 실시하였고 모동석이 화학적으로 안정되었으며 석재의 품질 및 내구성이 우수하다고 평가하였다. 홍세선 외(2015)는 거창 위천 지역 시추 탐사를 실시하여 지하에 있는 화강암의 가채 매장량을 산정하고 경제성을 평가하였다.
| 물리적 성질            | 노승재 (2013)         | 김명식 (2015) |
| ---------------------- | --------------------- | ------------- |
| 단위중량 (kN/m3)       |                       | 25.9          |
| 흡수율 (%)             |                       | 0.38          |
| P파 속도 (m/s)         | 2498~4698 (평균 3440) | 3408          |
| S파 속도 (m/s)         | 1495~3264 (평균 2248) | 2234          |
| 일축압축강도시험 (MPa) | 46~252                | 121           |
| 영률 (GPa)             | 16.6~69.4             | 44            |
| 푸아송 비              | 0.15~0.34             | 0.23          |
| 인장 강도 (MPa)        | 2.1~14.3              | 6.2           |
| 점착력 (MPa)           | 4.3~28.9              | 14            |
| 내부마찰각 (°)         |                       | 51.3          |
| 점하중강도지수 (MPa)   | 2.11~7.62             | 4.6           |

### 절대 연령
거창 지질도폭(1980)에서는 거창군에 분포하는 화강암(흑운모 화강암, 반상 화강암, 각섬석 화강암, 우백질 화강암, 반화강암)을 중생대 백악기의 암석으로 기재하였다. 거창 화강암의 절대연령에 대해, 김용준 외(1989)는 거창군 가북면에서 채취한 거창 각섬석 화강암의 각섬석 연령을 178±9 Ma(쥐라기 중기)로 보고하였다. 박영석 외(1993)는 276±33 Ma(페름기~트라이아스기)의 Rb-Sr 연대를 보고하였다. 
박계헌 외(2006)는 거창군 마리면 사무소 북방 약 1 km 지점의 국도 제37호선 도로변의 노두(북위 35° 43′ 55″ 동경 127° 50′ 48″ / 북위 35.73194°  동경 127.84667° )와 북상면 창선리의 도로변 노두(북위 35° 46′ 15″ 동경 127° 48′ 36″ / 북위 35.77083°  동경 127.81000° )에서 표품을 채취하였다. 이 표품들은 조립질의 괴상 화강암이며 두 화강암에 대한 238U/206Pb 연대는 각각 198.4±2.5 Ma 및 194.6±2.6 Ma(쥐라기 전기 시네무리안)로 측정되었다.
최정윤(2013)은 거창군 가조면과 합천군 가야면 지역에서 야외조사를 실시하여 흑운모 화강암 5점, 각섬석 화강암 5점, 해인사 화강암 8점을 채취하여 SHRIMP U-Pb 저어콘 연대측정을 실시하였다. 거창군 내에서, 흑운모 화강암은 가북면 용산리(북위 35° 44′ 31″ 동경 127° 59′ 36″ / 북위 35.74194°  동경 127.99333° ) 지점, 해인사 화강암은 가북면 우혜리 어민마을 들어가는 강가에 나타나는 노두를 조사하였다. 연대측정 결과, 가조면의 흑운모 화강암은 89.77±0.4 Ma (백악기 후기 투르절), 가조면의 각섬석 화강암은 89.61±0.9 Ma (백악기 후기 투르절~코냑절), 남하면의 각섬석 화강암은 193.1±1.3 Ma (쥐라기 전기 시네무리안)으로 측정되었다.

### 흑운모 화강암
흑운모 화강암은 거창군 거창읍과 주상면, 웅양면, 가조면 일대에 넓게 분포하며 거대한 저반암체의 일부이다. 전체적으로 중~조립질의 흑운모 화강암으로 남쪽으로 갈수록 백운모가 많아지고 북쪽으로 갈수록 각섬석이 많아지는 양상을 보인다. 석영, 정장석, 사장석 미사장석, 흑운모와 소량의 각섬석으로 구성된다.

### 반상 화강암
반상 화강암은 거창군 위천면 거창 수승대관광지와 위천면 상천리 일부 지역에 분포한다. 중립질 암상에 장경 2 cm의 반정을 가지며 상부로 갈수록 반정의 함량과 크기가 커지고 흑운모의 함유량도 많아진다. 현미경 하에서 석영, 사장석, 소량의 정장석 및 흑운모로 구성되며, 정장석은 고령석화되어 있다.
수승대의 화강암

### 각섬석 화강암
각섬석 화강암은 거창군 가북면 해평리~금귀산(838 m)~남하면 양항리 일대에 대략 남~북 방향으로 분포하는 화강암으로 선캄브리아기 암석을 관입하였고 남하면 양항리에서 흑운모 편마암을 포획체로 가지며 우백질 화강암과 반화강암에 의해 관입당했다. 일반적으로 중~조립질로 각섬석을 많이 함유하며 이외에 석영, 정장석, 미사장석, 사장석, 흑운모, 고령토, 녹니석, 견운모 등으로 구성된다.

### 우백질 화강암
우백질 화강암은 거창군 가북면 중촌리와 마리면 율리 북동부 일부 지역에 암주 형태로 소규모 분포한다. 중촌리의 우백질 화강암은 각섬석 화강암까지 관입하였다. 우백질 화강암은 세립질이며 석영과 장석으로 구성되고 흑운모를 소량 함유한다.

### 반화강암
반화강암은 거창군 주상면과 가북면의 경계에 위치한 보해산(911 m) 일대에 분포하며 세립질에 괴상인 암석이다. 석영, 정장석, 사장석, 흑운모 및 소량의 각섬석으로 구성된다.

### 해인사 화강암
해인사 화강암은 합천군 해인사 홍류동계곡을 중심으로 북동-남서 방향으로 분포하는 화강암으로 거창군 내에서는 가북면 우혜리 지역에 분포한다. 구정 지질도폭에 의하면 조립 내지 중립질로서 화강암 구조 혹은 편마암 구조를 보인다. 분포지 전역에 걸쳐 자철석의 결정을 함유하며 가북면 오덕리 부근에서는 운모편암의 렌즈를 여러 곳에서 포획한다. 최정윤(2013)에 의하면 가북면 우혜리 부근 어민마을 들어가는 강가에 나타나는 해인사 화강암의 노두는 대부분 장석이고 석영은 소량이며 흑운모로 추정되는 크기 10 mm 정도의 검은 결정이 있다.

### 암맥
가조면 동례리 지역에서는 흑운모 화강암 내에 다수의 산성암맥이 관입하여 있다. 염기성암맥은 각섬암, 휘록암, 황반암(煌班巖), 안산암맥 등이 있으며 가조면 동례리 남쪽 박유산(712 m) 일대에는 비교적 큰 황반암이 관입해 있다. 석영맥은 주로 심성암 분포 지역에 잔류액 형태로 분포하며 북서 46° 방향의 주향이 우세하다.

## 광산과 지하자원
거창군은 화강암이 많아 화강암을 채굴하는 채석장이 있으며 이외에 텅스텐, 휘수연광, 금, 은, 동, 구리, 아연 등이 있다.

### 양항광산
양항광산 또는 거창광산은 거창군 남하면 양항리에 위치하며 일제강점기인 1928년 최초 개발되었고 1935년 일본 광산회사에서 인수하여 본격적으로 개발을 시작하였다. 본 광상은 화강편마암을 모암으로 하는 열극충진 함(含)금은 석영맥으로 광맥의 주향은 북동 70~80°, 경사는 서측 60°정도이며 유화철광, 방연석, 섬아연석 등이 수반된다.

### 보화광산
보화광산(寶化鑛山)은 거창군 가북면 용산리 마을 서측 계곡에 위치한 광산으로 현재 폐광되었다. 본 광상은 흑운모 화강암을 모암으로 하는 열극충진 석영맥으로 많은 세맥(細脈)이 발달하는 그물 모양 구조를 보이나 주 암맥은 남-북~북서 10° 주향에 대략 수직 내지 동측으로 70° 경사한다.

### 거창수연광산
거창수연광산은 거창군 마리면 월계리 학동에서 약 1 km 서쪽 오두봉 산록에 위치한 휘수연석(몰리브데넘) 광산이다. 화강암을 모암으로 하는 열극충진 석영맥 광상으로 휘수연(몰리브데넘)이 석영맥에 수반되어 산출된다. 1944년에 7,939 kg의 황화 몰리브데넘(MoS2)을 생산한 것으로 기록되어 있다. 이외에 소량의 구리를 생산하였다.

### 거창 풍원 규석광상
거창 풍원 규석광상은 거창군 북상면 산수리의 덕유산층 운모편암과 화강편마암의 경계에 위치한 규석 광상으로 규암 광상은 선캄브리아기의 광역 변성 작용과 화강암화작용에 의해 형성되었다. 양경희와 윤성효(2006)에 의하면 규암은 석영으로 구성되며 엽리가 발달하고 주향은 북동 57~84°, 경사는 북서 51~60° 이다. 광체의 두께는 60 m, 연장 140 m, 노두 최대폭 35 m 으로 가채 매장량은 200,811 M/T로 평가되었다.

## 같이 보기
- 한국의 지질
- 한국의 화강암
- 거창군
- 거창 화강암